# Autostrada M7 (Węgry)

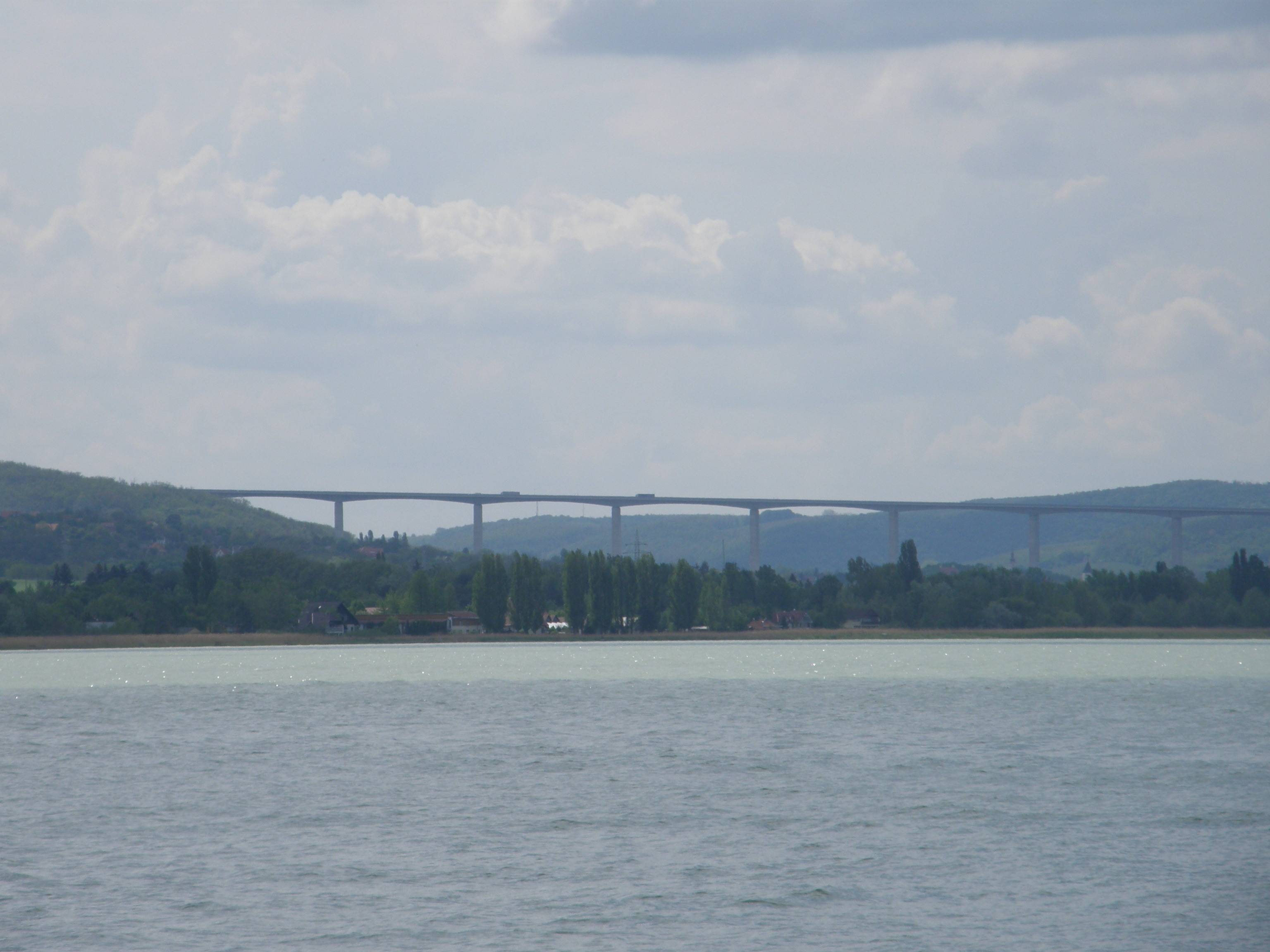
Wiadukt w ciągu trasy M7 widziany z Tihany

Autostrada M7 (węg. M7-es autópálya) – autostrada na Węgrzech w ciągu trasy europejskiej E71. Jej fragment przy granicy chorwackiej pokrywa się również z trasą E65.
Autostrada łączy Budapeszt z jeziorem Balaton, miastem Nagykanizsa i przejściem granicznym Letenye. Umożliwia dojazd ze stolicy Węgier do Chorwacji i do Słowenii, dzięki połączeniu z autostradą M70. Jest najważniejszym ciągiem komunikacyjnym południowo-zachodnich Węgier. Od granicy chorwackiej biegnie dalej jako autostrada A4.
Pierwsze odcinki drogi zostały wybudowane już w latach 60. (najstarszy odcinek węgierskiej autostrady w okolicach Budapesztu) i 70. XX wieku – w okresie państwa komunistycznego doprowadzono ją do Balatonu. Do czasu reformy sieci tras europejskich w latach 80. stanowiła fragment arterii E96.
Autostrada została oddana w całości do użytku w 2008 roku:
- 26 czerwca 2008 – odcinek z Balatonkeresztúr do Zalakomár (21 km)
- 19 sierpnia 2008 – odcinek z Zalakomár do Nagykanizsy (15 km)
- 22 października 2008 – odcinek z Letenye do granicy wraz z 800-metrowym mostem nad rzeką Mura

## Trasy europejskie
Autostrada M7 jest częścią kilku tras europejskich:
| Numer | Odcinek                                                              |
| ----- | -------------------------------------------------------------------- |
| E65   | (211) Nagykanizsa-Centrum / Zalaegerszeg – (233) granica z Chorwacją |
| E71   | (16) M0, Érd – (233) granica z Chorwacją                             |